# Robert Giordani
Robert Giordani (* 7. Juni 1907 in Paris; † 26. Oktober 1981 ebenda) war ein französischer Filmarchitekt.

## Leben und Wirken
Giordani erhielt seine künstlerische Ausbildung an der École Boulle und arbeitete anschließend als Raumausstatter. In den 1930er Jahren wirkte der Pariser überwiegend als Bühnenbildner, bevor er mit Beginn der Besetzung Frankreichs durch deutsche Truppen 1940 zum Film stieß. Giordani gestaltete seine Filmbauten nahezu ausschließlich für Unterhaltungsproduktionen ohne allzu großen künstlerischen Anspruch. In dieser Funktion kooperierte er unter anderem mit den Regisseuren Maurice Cloche, Jean Boyer, André Berthomieu und Bernard Borderie, für den er einige späte Angélique-Filme ausstattete. Von Mitte der 1940er bis Mitte der 1960er Jahre entwarf Giordani die Dekos zu einer Fülle von Lustspielen mit Frankreichs Filmkomiker Nr. 1 Fernandel. 

## Filmografie
- 1940: Un chapeau de paille d’Italie
- 1941: La neige sur les pas
- 1941: Une vie de chien
- 1942: La croisée des chemins
- 1942: Versprechen einer Unbekannten (Promesse à l’inconnue)
- 1943: Arlette et l’amour
- 1945: Naïs
- 1946: Cœur de coq
- 1946: Les trois cousines
- 1947: Le maître de forges
- 1948: Die schöne Müllerin (La belle meunière)
- 1949: Urwaldzauber (Les conquérants solitaires)
- 1950: Monsieur Tugendsam (Le rosier de Madame Husson)
- 1950: Topaze
- 1950: Der sensationelle Einbrecher (La passe-muraille)
- 1951: Monsieur Fabre (Monsieur Fabre)
- 1951: Musik in Monte Carlo (Nous irons à Monte Carlo)
- 1952: Der Bäcker von Valorgue (Le boulanger de Valorgue)
- 1952: Der Damenfriseur (Coiffeur pour dames)
- 1953: Wirbel im Nachtclub (Femmes de Paris)
- 1953: Meine Frau betrügt mich (Carnaval)
- 1953: Staatsfeind Nr. 1 (L'ennemi public No. 1)
- 1954: Sieben süße Sünden (J'avais sept filles)
- 1954: Zwischenlandung in Paris (Escale à Orly)
- 1955: Le Madelon
- 1956: Der Damenschreck (La terreur des dames)
- 1956: Vater wider Willen (Sous le ciel de Provence)
- 1956: Der Modekönig (Le couturier de ces dames)
- 1957: Der Faulpelz (Le chômeur de Clochemerle)
- 1957: … denn keiner ist ohne Sünde (Filles de nuit)
- 1957: Der große Senechal / Senechal ist der Größte (Sénéchal, le magnifique)
- 1958: Frauengefängnis (Prison de femmes)
- 1958: Wo der heiße Wind weht (La loi)
- 1958: Kein Geschäft für schwache Nerven (Le fric)
- 1959: Bouche cousue
- 1959: Die Hölle der Jungfrauen (Bal de nuit)
- 1960: Blonder Charme und schräge Schatten (Touchez pas aux blondes)
- 1961: La vendetta
- 1961: Dynamit Jack (Dynamite Jack)
- 1962: Virginie
- 1963: Coup de bambou
- 1963: Unschuldig geächtet (La porteuse de pain)
- 1963: Judex
- 1964: Scharfe Sachen für Monsieur (Le corniaud)
- 1964: Jack Clifton jagt Wostok III (Coplan agent secret FX 18)
- 1964: Interpol jagt leichte Mädchen (Requiem pour un caïd)
- 1965: Le caïd de Champignol
- 1965: Angélique und der König (Angélique et le roy)
- 1966: Sieben Mann und ein Luder (Sept hommes et une garce)
- 1966: Sonderdezernat C III Montmartre (Brigade anti-gangs)
- 1966: Der Mann im Straßenkreuzer (L’homme à la Buick)
- 1967: Unbezähmbare Angélique (Indomptable Angélique)
- 1967: Angélique und der Sultan (Angélique et le sultan)
- 1971: Quentin Durward (Fernsehserie)
- 1971: Mais toi tu es Pierre
- 1972: Le petit poucet
- 1973: Les mohicans de Paris (Fernsehserie)
- 1974: Mit Rose und Revolver (Les brigades du Tigre) (Fernsehserie)